# 阿伊努拉克爾
阿伊努拉克爾（阿伊努語：Aynu-rak-kur，日語：アイヌラックル）是阿伊努民間傳說中的神，阿伊努人認為他是地上誕生的最初的神，是地上和平的守護神。在阿伊努神话中，他因教导人类家务技能而受到尊敬，因此被称为Ainurakkur（アイヌラックㇽ，阿伊努之父或人类之父）。傳說中的Oyna-kamuy/オイナカムイ、Okikurmi/オキクルミ都是他的別名。

## 名字

### 阿伊努神话中术语和名称的解释
- Oyna-kamuy（オイナカムイ）：这个名字有多种解释。根据金田一京助的说法，它的字面意思是“被传承（在传说中）的神”。[1]唐纳德·菲利皮（Donald Philippi）则解释为“神圣传统的神，oyna”。而知里真志保则认为该名字意味着“参与/从事萨满教的神”。[2]“Ae-”前缀在Ae-oyna-kamuy（アエオイナカムイ）中翻译为“我们”，因此Ae-oyna-kamuy的意思是“我们传承的神（在我们的传说中）”或“我们歌唱oyna的神”。[3]在正式的语法解释中，Ae-oyna-kamuy也被解释为通过添加“代词前缀”而形成的派生词。
- Ainurakkur（アイヌラックㇽ）：这个名字的意思是“他有人的气味”。[4]名字中包含元素“rak”，意思是“~的气味”，因此字面意思是“闻起来像人的人”，也就是“类人之人”，这是根据金田一的解释。[5][6]这意味着这个名字指的是一个半神半人的存在或神性。[7]虽然“kur”严格意义上是指“人”，但许多注释者隐含地将其理解为神，正如知里和其他学者所解释的那样。[8]
- Okikurmi（オキクルミ）：根据知里的解释，这个名字的意思是“穿着有光亮衣边的皮/革袍的人”。[9]

## 描述
阿伊努拉克尔被描述为一个被烟雾缭绕的巨大男子。当烟雾散去时，人们会看到他从腰部到脚部被火焰包围，身穿榆树皮制成的外套，佩戴着一把剑。他还挥舞着一柄用艾草制成的魔法长矛。缠绕他的火焰象征着他的高尚品格。

## 傳說
阿伊努的神話傳說是通過口口相傳的，因此不同的地方同一個傳說多少有些差別。阿伊努拉克爾（オキクルミ）的傳說到現在仍然不能確定其真實性。儘管如此，釧路的山本多助的著作『エカシ』中「阿伊努拉克爾傳」記載了關於阿伊努拉克爾傳說的一個版本。

### 家系
阿伊努拉克爾的母親是最早從天上降落到地上的女神，春榆樹的木精靈基漆撒尼（Ci-kisa-ni/チキサニ）姬。其父親是天界的第一荒神阿澄雷神（Kanna-kamuy/カンナカムイ）。其妻為天上居於高位的女神白鳥姬禮多千利（Retat-cir/レタッチリ）。

### 诞生
在大地上尚未有动植物和人类的模样的遥远时代，一些神（カムイ）降临到地球，开始创造世界。当这些神明降临地球时，混沌的大地上已经诞生了恶魔和魔神，但神明们努力保护大地免受魔神的侵害，并继续进行世界的创造。天上的神明们对地球上的情况非常感兴趣，其中雷神（カンナカムイ）俯瞰地球时，被地上的千贵姬（キサニ姫）所吸引，随即伴随着雷鸣降临到千贵姬身上。由于雷神的猛烈降临，千贵姬很快被火焰包围，经过几次爆炸后，从熊熊燃烧的火焰中诞生了一个婴儿。这就是雷神和千贵姬之间诞生的孩子——阿伊努拉克尔。阿伊努拉克尔是地球上诞生的第一个神。

### 幼年期
天上的神明们得知地上诞生了神的孩子后，立即开始了养育的准备工作。他们首先在地上建立了一个为幼小神明提供养育的堡垒，并由太阳女神负责照顾。千贵姬在子出生后燃烧了六天后消失了，但她的火焰没有熄灭，被放入了养育堡垒的灶膛中，成为生活的中心。随着地上世界的完成，动植物和人类（阿伊努）出现后，神明们开始教导人类语言。获得智慧的人类们效仿神的孩子的养育方式，放弃了洞穴生活，开始建造房屋，制作生活用具，并将火用于日常生活。

### 少年期
神的孩子成长为一个活泼的少年神，与地上的孩子们一起玩耍，并和他们和睦相处。在这一时期，他被称为“阿伊努拉克尔”（Ainurakkur），意为“像人一样的神”或“与人类无异的神”。在与孩子们的互动中，网、弓箭等生活工具被发明出来，并成为人类生活中不可或缺的物品。

### 青年期
在一个雨天，阿伊努拉克尔被养育的女神告知了一些重要的事情。首先，阿伊努拉克尔即将年满16岁，成为成人。作为神明的阿伊努拉克尔将肩负起指导人类的重要角色。那些引发争端的人类必须像对待魔物一样受到严厉惩罚。此外，作为成人后的未婚妻，天上已经选定了白鸟姬，未来她将降临地上。这时，曾经蔓延在地上的恶魔和魔神们已藏匿于地底的黑暗国度，地上恢复了和平的日子。

### 大鹿退治
某一天，阿伊努拉克尔听到了一个关于巨大鹿袭击人类的传闻。另有传闻称，夜晚会出现像魔女一样的存在。在神明的建议下，阿伊努拉克尔意识到这些传闻可能是魔神势力增长的预兆，于是决定作为保护地上和平的神，向魔神和黑暗国宣战。阿伊努拉克尔出发去对付大鹿。在路上，他遇见了一位美丽的公主，那正是他未来的妻子白鸟姬。阿伊努拉克尔向她行礼，然后继续赶路。
最终，巨大鹿出现并立即袭击了阿伊努拉克尔。尽管他小时候常和鹿摔跤，但面对这比普通鹿大两倍的巨鹿，他还是感到吃力。经过一番激烈的斗争，阿伊努拉克尔终于击败了巨鹿。
阿伊努拉克尔明白这只鹿不可能是普通的野生动物，它肯定是天上的神明派来测试他即将成年的力量的。他对巨鹿进行了一番庄重的安葬，并宣布自己作为地上的神，无论对手是什么，都必须战斗。阿伊努拉克尔将全新的箭射向天上，巨鹿的灵魂乘着箭返回了天界。

### 魔神退治
在击败巨鹿后凯旋归来的阿伊努拉克尔再次见到了白鸟姬，但同时出现了与巨鹿有关的传闻中的魔女乌埃索约玛（ウエソヨマ），她掳走了白鸟姬。阿伊努拉克尔试图击败可恶的魔女，但却被魔女的魔力夺去了视力。
在神明的帮助下，阿伊努拉克尔终于来到养育堡垒，接受了养育女神的治疗，恢复了视力。同时，白鸟姬被关在了黑暗国的囚牢中。当晚，阿伊努拉克尔拿着女神赐予的天上宝剑，穿上防具，独自离开堡垒，穿过地底入口进入黑暗国。阿伊努拉克尔的突然出现令魔女乌埃索约玛及许多魔神和恶魔感到惊讶，他们纷纷向艾努拉克尔发起攻击。艾努拉克尔逐一斩杀了魔女乌埃索约玛以及其他魔神，甚至击败了黑暗国的王。
在陷入混乱的黑暗国，阿伊努拉克尔高举宝剑，天上的雷电随之袭来。那是他父亲雷神的力量。阿伊努拉克尔用带有闪电的宝剑数次挥舞，黑暗国化为火海，经过12天的燃烧后完全消失。阿伊努拉克尔救出了心爱的公主，平安返回地上的堡垒。养育女神见白鸟姬降临地上后，也回到了天上。
此后，作为地上第一个神的阿伊努拉克尔在消除魔物威胁后的地上，与人类和平共处，过上了安宁的生活。

### 晚年
虽然阿伊努拉克尔在退治魔神之外也取得了许多武勇成就，但到了晚年，人类逐渐堕落。最终，阿伊努拉克尔离开了他曾经居住的地方，去了未知的地方。自此以后，地上的恶行和灾难不断增加，人们对失去阿伊努拉克尔感到深深的悔恨。然而，阿伊努拉克尔在离开时曾告知人們，虽然他离去了，但并未完全抛弃他们，他会不时以雷鸣的方式出现，关注人类。因此，人们在雷鸣轰响时，便会认为这是阿伊努拉克尔的降临，开始以此进行祈祷。